# Обратный отыгрыш
Обратный отыгрыш, «Отыгрыш белых» (ранее — «Отыгрыш за белых») — не имеющий общепризнанного названия и признания
дебют в русских шашках. Табия возникает после ходов 1.gf4 fe5 2.fg3 gf6 3.gh4 eg3 4.hf2 — с характерным боем (отыгрышем) назад, откуда и старинное название дебюта. При этом существовало противопоставление названием дебютов: отыгрыш за чёрных (совр. отыгрыш) и отыгрыш за белых. Со временем популярность начала упало, название стало малоупотребительным.
Дальнейшие возможные продолжения и развития игры: 4…bc5; 4…fg5; 4…hg5 и 4…hg7. Ход 4…fe5 сводит к одной из систем «отказанной игры Петрова», возникающей после 1.gh4 fg5 2.hf6 ge5.
Практически не разработанное теоретиками начало. Часто классифицируется как система «отказанной игры Петрова», возникающей после 1.gh4 fg5 2.hf6 ge5. В 1928 году Бакуменко в сборнике «Матч за шашечное первенство СССР» назвал начало «непринятая игра Ф. Каулена».